# Georg Heinrich von Langsdorff
Georg Heinrich von Langsdorff, född den 18 april 1774 i Wöllstein, död den 29 juni 1852 i Freiburg im Breisgau, var en tysk friherre, naturforskare och upptäcktsresande.
von Langsdorff blev 1797 medicine doktor i Göttingen och medföljde 1803 den av Krusenstern ledda ryktbara ryska sjöexpeditionen, från vilken han dock skilde sig vid Kamtjatka, varefter han över Sibirien återvände till Europa. Därefter var von Langsdorff i flera år rysk chargé d’affaires i Brasilien. 
Hans Bemerkungen auf einer reise um die welt in den jahren 1803-07 (2 band, rikt försedda med kopparstick, 1812) fullständigar Krusensterns egen beskrivning över färden. Efter Langsdorff är växtsläktet Langsdorffia uppkallat.
Auktorsnamnet Langsd. kan användas för Georg Heinrich von Langsdorff i samband med ett vetenskapligt namn inom botaniken; se Wikipediaartiklar som länkar till auktorsnamnet.